# Deabru
Deabru est un des mots basques désignant le « diable » et un esprit mauvais ou génie, assimilé au diable chrétien. Il est considéré comme tyrannique, kidnappeur d'âmes, dont le but est de nuire aux gens, ou de les influencer à mal se comporter.

## Étymologie
Deabru signifie « diable » en basque. Le suffixe a désigne l'article : deabrua se traduit donc par « le diable ». Autres appellations : Etsai, Tusuri (en Soule).

## Description
En dehors de l'optique chrétienne, où il est aussi le symbole de la misère où conduit l'arrogance, c'est un génie de caractère tyrannique qui séquestre les âmes. Il revêt parfois une apparence humaine, mais d'autres fois avec les apparences les plus diverses d'animaux ou de bêtes imaginaires, comme celle du serpent (Sugaar), du bouc (Aker), du taureau rouge (Zezengorri), etc.

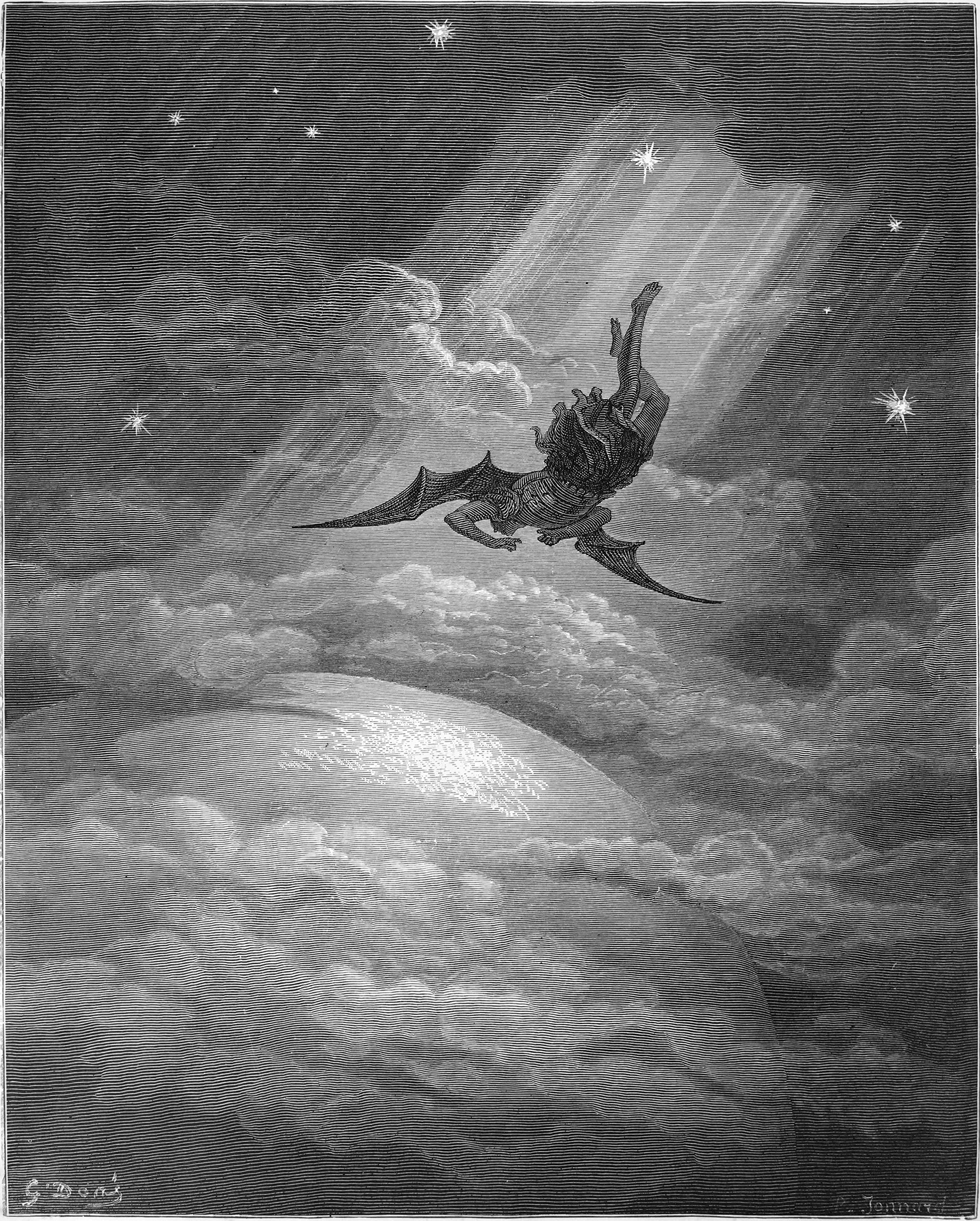
Le Paradis perdu.

En tant que génie particulier, l'une de ses fonctions consiste à susciter chez l'homme de mauvais comportements vis-à-vis de son prochain, afin qu'il lui porte quelques préjudices, tant dans sa personne que dans ses biens. 
Il est fréquemment représenté sous forme d'une statue d'aspect humain, au pied de San Miel, par exemple dans l'ermitage du même nom sur le mont Ereñozar de Ereño. Deux légendes sont connues à Urdaibai, San Martin eta Deabrua et San Miel Ereñozarrekoa, dans lesquelles Deabru apparaît comme l'un des personnages.
Une fois cependant, il a été représenté sous les traits féminins dans l'une des statues de l'église d'Elkano (Navarre).
Deabru est associé ou porte le nom de Galtzagorri, Gaiztoa, Etsai, Txerren, Ilunbeetako Printzea, Aidegaixto, Izterbegia, Gaizkina, Tusuri, Plaga, Kinkilimarro, Iruadarreko, Gaueko, Addar, Laxaborrete, Barraban, Mattin ou Patxi.

### Deabru et le serpent
Il était évident que le serpent basque a rencontré un jour le serpent de la Bible. Dans le monde chrétien, le serpent et le dragon sont synonymes du mal et de Satan. Il n'est pas certain que les Basques ont accepté cet amalgame, car comme on peut le constater au Pays basque, les tailleurs de pierre font cohabiter le serpent avec IHS. Autre exemple à la cathédrale de Bayonne où le serpent est coiffé d'un bonnet de théologien, ou ailleurs, on remarque que certaines statues de Saint-Michel luttant contre le dragon, les serpents ont un corps de femme.